# Domenico Tardini
Domenico Tardini (Rim, 29. veljače 1888. – Rim, 30. lipnja 1961.) talijanski kardinal, prezbiter i dugogodišnji tajnik Rimske kurije.

## Biografija
Domenico Tardini rodio se u Rimu 29. veljače 1888. godine. Za svećenika je zaređen 1912. godine i postaje tajnikom Rimske kurije. Godine 1958. papa Ivan XXIII. imenovao ga je kardinalom i glavnim tajnikom Rimske kurije. Bio je predsjednik pred-pripravne komisije za prvu fazu Drugog vatikanskog koncila. Umro je u Rimu 20. rujna 1961.